# Louisianablues
Louisianablues is een bluesstijl gekarakteriseerd door sjokkende ritmes, die de muziek een duistere tint geven. Hierdoor ontstond een substijl genaamd swampblues.

## Louisianablues-artiesten
- Nathan Abshire
- Marcia Ball
- Guitar Junior
- Slim Harpo
- Lazy Lester
- Lightnin' Slim
- Raful Neal
- Tabby Thomas
- Katie Webster
- Robert Pete Williams
- Snooks Eaglin